# Margaux Cassan
Margaux Cassan est une essayiste et autrice française.

## Biographie
Margaux Cassan, née vers 1997 d'un père promoteur immobilier et d'une mère « journaliste-communicante» passe son enfance à Paris et ses étés dans le camp naturiste de Bélézy, dans le Vaucluse, sous la garde estivale de son oncle et sa tante.
Elle étudie l'histoire de la philosophie à Paris I, puis les arts et le langage à l'EHESS. Elle sort diplômée de l'École normale supérieure[réf. nécessaire] où elle étudie notamment l'œuvre de Jacques Ellul et celle de Paul Ricœur. Elle publie en 2021 une biographie de ce dernier intitulée Paul Ricœur : le courage du compromis.
Elle est l'autrice de deux essais de réflexions inspirés par des éléments autobiographiques, l'un sur le naturisme, l'autre sur le bronzage.

## Œuvres
- Paul Ricoeur : le courage du compromis, Éditions Ampelos, 2021
- Vivre nu, Éditions Grasset, 2023[3],[4],[5]
- Ultra violet, Éditions Grasset, 2024[6],[7],[8]

### Collectif
- La Roue du hamster : En sortir avec Jacques Ellul, éditions Labor et Fides, à paraître en août 2025 (coécrit avec Cédric Villani, Pierre Hurmic, Patrick Chastenet, Catherine Larrère)